# Figle z Flintstonami
Figle z Flintstonami (ang. Flintstone Frolics lub The Flintstone Comedy Show) – amerykański blok seriali animowanych, o przygodach Flintstonów i ich przyjaciół ze Skaliska. Jest to kontynuacja serialu Flintstonowie.
Na odcinek składa się kilka krótkich seriali, przeplatane różnymi wstawkami, np. nauka języka angielskiego, czy nauka tańca. A to seriale wchodzące w skład:
- Przygody Rodziny Flintstonów lub Flintstonowie lub Fred, Barney i inni (ang. The Flintstone Family Adventures),
- Rodzina Frankenstownów lub Frankenstonowie (ang. The Frankenstones),
- Gliniarze ze Skaliska lub Policjanci ze Skaliska (ang. Bedrock Cops),
- Pebbles, Dino i Bamm-Bamm (ang. Pebbles, Dino, and Bamm-Bamm),
- Dino i Jaskiniowa Mysz (ang. Dino and Cavemouse),
- Kapitan Grotman (ang. Captain Caveman).

## Wersja polska
Wersja polska: Master Film

Reżyseria:
- Miriam Aleksandrowicz (odc. 1-39),
- Małgorzata Boratyńska (odc. 40-54)

Dialogi:
- Stanisława Dziedziczak (odc. 1-10, 22, 28-30),
- Dorota Filipek-Załęska (odc. 11-12, 14, 16-21, 23-26, 33-39),
- Kaja Sikorska (odc. 13, 15, 40, 42-44, 46-50, 53-54),
- Jan Moes (odc. 27, 31-32),
- Elżbieta Kowalska (odc. 41, 45),
- Joanna Klimkiewicz (odc. 51),
- Krystyna Wachelko (odc. 52)

Dźwięk:
- Ewa Kwapińska (odc. 1-39),
- Małgorzata Gil (odc. 40-42),
- Sebastian Kaliński (odc. 43-46, 50-54),
- Elżbieta Mikuś (odc. 47-49)

Montaż:
- Krzysztof Podolski (odc. 1-5, 11-13, 15-20, 22-39),
- Krzysztof Gurszyński (odc. 6-10, 14, 21),
- Mariusz Malicki (odc. 40-49, 51-54),
- Paweł Siwiec (odc. 50)

Teksty piosenek: Andrzej Brzeski

Opracowanie muzyczne: Eugeniusz Majchrzak

Kierownictwo produkcji:
- Agnieszka Wiśniowska (odc. 1-39),
- Dorota Suske-Bodych (odc. 40-54)

Wystąpili:
- Włodzimierz Bednarski – Fred
- Małgorzata Drozd – Wilma
- Mieczysław Morański – Barney
- Lucyna Malec – Betty (odc. 1-39, 47-49)
- Jolanta Wilk – Betty (odc. 40-46, 50-54)
- Beata Łuczak – Pebbles
- Cezary Kwieciński – Bamm-Bamm

oraz
- Jacek Czyż
- Maciej Czapski
- Mirosław Guzowski
- Wojciech Machnicki
- Zbigniew Suszyński
- Mirosława Krajewska
- Ryszard Olesiński
- Marcin Sosnowski
- Józef Mika
- Tomasz Bednarek
- Aleksander Wysocki
- Tomasz Jarosz
- Renata Dobrowolska
- Krystyna Kozanecka
- Brygida Turowska
- Piotr Zelt
- Tomasz Grochoczyński
- Joanna Wizmur
- Janusz Wituch
- Jacek Sołtysiak
- Stanisław Brudny
- Jerzy Mazur
- Wojciech Paszkowski
- Iwona Rulewicz
- Paweł Szczesny
- Mieczysław Gajda
- Mikołaj Müller
- Arkadiusz Jakubik
- Janusz Bukowski
- Joanna Jędryka
- Krzysztof Zakrzewski
- Tomasz Marzecki
- Robert Tondera
- Karina Kunkiewicz
- Ewa Kania
- Stanisława Celińska
- Małgorzata Puzio
- Małgorzata Duda
- Stefan Knothe

## Spis odcinków
| Nr | Polski tytuł                         | Serial                    | Angielski tytuł                         |
| -- | ------------------------------------ | ------------------------- | --------------------------------------- |
|    |                                      |                           |                                         |
| 01 | Mysz na biwaku                       | Dino i Jaskiniowa Mysz    | Camp-Out Mouse                          |
| 01 | Mysi duch                            | Dino i Jaskiniowa Mysz    | Ghost Mouse                             |
| 01 | Klaun Fik                            | Kapitan Grotman           | Clownfoot                               |
|    |                                      |                           |                                         |
| 02 | Przygoda z duchem                    | Pebbles, Dino i Bamm-Bamm | The Ghost Sitters                       |
| 02 | Piasek pustyni                       | Flintstonowie             | Sands of the Saharastone                |
|    |                                      |                           |                                         |
| 03 | Góra zmartwień                       | Gliniarze ze Skaliska     | Mountain Frustration                    |
| 03 | Niezwykły napój                      | Frankenstonowie           | Potion Problems                         |
|    |                                      |                           |                                         |
| 04 | Disco Dino                           | Dino i Jaskiniowa Mysz    | Disco Dino                              |
| 04 | Doroczny wyścig                      | Policjanci ze Skaliska    | Off The Beaten Track                    |
| 04 | Świeżo malowane                      | Dino i Jaskiniowa Mysz    | Wet Paint                               |
|    |                                      |                           |                                         |
| 05 | Przebieraniec                        | Kapitan Grotman           | The Masquerader                         |
| 05 | Niezwykła podróż                     | Flintstonowie             | R.V. Fever                              |
|    |                                      |                           |                                         |
| 06 | Jubilat                              | Frankenstonowie           | Birthday Boy                            |
| 06 | Tajemnica Straszliwej Doliny         | Pebbles, Dino i Bamm-Bamm | Secret of Scary Valley                  |
|    |                                      |                           |                                         |
| 07 | Jak się pozbyć myszy                 | Dino i Jaskiniowa Mysz    | Finger Lick’n Bad                       |
| 07 | Wizyta małpy                         | Dino i Jaskiniowa Mysz    | Going Ape                               |
| 07 | Piękne błota                         | Flintstonowie             | Bogged Down                             |
|    |                                      |                           |                                         |
| 08 | Wybryki Złego Kła                    | Gliniarze ze Skaliska     | A Bad Case Of Rockjaw                   |
| 08 | Władczyni zwierząt                   | Kapitan Grotman           | The Animal Master                       |
|    |                                      |                           |                                         |
| 09 | Poza ligą                            | Frankenstonowie           | Out Of Their League                     |
| 09 | Wiedźma Modnisia                     | Pebbles, Dino i Bamm-Bamm | The Witch of the Wardrobe               |
|    |                                      |                           |                                         |
| 10 | Rocko Socko                          | Dino i Jaskiniowa Mysz    | Rocko Socko                             |
| 10 | Latająca mysz                        | Dino i Jaskiniowa Mysz    | Flying Mouse                            |
| 10 | Gorączka złota                       | Fred, Barney i inni       | Gold Fever                              |
|    |                                      |                           |                                         |
| 11 | Kret                                 | Kapitan Grotman           | The Mole                                |
| 11 | Pogoń za psozaurem                   | Gliniarze ze Skaliska     | Follow That Dogosaurus                  |
|    |                                      |                           |                                         |
| 12 | Wieczór towarzyski                   | Frankenstonowie           | A Night On The Town                     |
| 12 | Monstrualne szaleństwo               | Pebbles, Dino i Bamm-Bamm | Monster Madness                         |
|    |                                      |                           |                                         |
| 13 | Robin z Lasu Szergłaz                | Dino i Jaskiniowa Mysz    | Robin Mouse                             |
| 13 | W salonie gier                       | Dino i Jaskiniowa Mysz    | Arcade Antics                           |
| 13 | Cierpliwości, Fred                   | Flintstonowie             | Be Patient, Fred!                       |
|    |                                      |                           |                                         |
| 14 | Fred kontra Gorylozaurus             | Gliniarze ze Skaliska     | Fred Goes Ape                           |
| 14 | Wulkan                               | Kapitan Grotman           | Vulcan                                  |
|    |                                      |                           |                                         |
| 15 | Sklonowany Fred                      | Frankenstonowie           | Clone For A Day                         |
| 15 | Przedstawienie musi trwać            | Pebbles, Dino i Bamm-Bamm | The Show Must Go On                     |
|    |                                      |                           |                                         |
| 16 | Proszę o ciszę                       | Dino i Jaskiniowa Mysz    | Quiet Please!                           |
| 16 | Mysia czystka                        | Dino i Jaskiniowa Mysz    | Mouse Cleaning                          |
| 16 | Klub sportowy gamoni                 | Rodzina Flintstonów       | Country Club Clods                      |
|    |                                      |                           |                                         |
| 17 | Nadęty jak balon                     | Gliniarze ze Skaliska     | Hot Air To Spare                        |
| 17 | Wrotkoman                            | Kapitan Grotman           | Rollerman                               |
|    |                                      |                           |                                         |
| 18 | Gwiazdorzy z przypadku               | Frankenstonowie           | A Stone Is Born                         |
| 18 | Potwór z Plaży Mięśniowców           | Pebbles, Dino i Bamm-Bamm | The Beast of Muscle Rock Beach          |
|    |                                      |                           |                                         |
| 19 | Kawałek tortu                        | Dino i Jaskiniowa Mysz    | Piece O’ Cake                           |
| 19 | Mysz po hawajsku                     | Dino i Jaskiniowa Mysz    | Aloha Mouse                             |
| 19 | Kolacja smakoszy                     | Rodzina Flintstonów       | The Gourmet Dinner                      |
|    |                                      |                           |                                         |
| 20 | Draka w Skalnym Ekspresie            | Gliniarze ze Skaliska     | Bedlam On The Bedrock Express           |
| 20 | Klątwa mumii                         | Kapitan Grotman           | The Mummy’s Worse                       |
|    |                                      |                           |                                         |
| 21 | Głazo-grypa męczy typa               | Frankenstonowie           | A Rocks-Pox On You                      |
| 21 | Muzyczny terrorysta                  | Pebbles, Dino i Bamm-Bamm | In Tune With Terror                     |
|    |                                      |                           |                                         |
| 22 | Na plaży                             | Dino i Jaskiniowa Mysz    | Beach Party                             |
| 22 | Dino wróć                            | Dino i Jaskiniowa Mysz    | Come Home, Dino                         |
| 22 | Przyjaciółka Dina                    | Flintstonowie             | Dino’s Girl                             |
|    |                                      |                           |                                         |
| 23 | Zły Kieł wychodzi na żer             | Gliniarze ze Skaliska     | Rockjaw Rides Again                     |
| 23 | Drap Rock                            | Kapitan Grotman           | Punk Rock                               |
|    |                                      |                           |                                         |
| 24 | Garbate szczęście                    | Frankenstonowie           | The Luck Stops Here                     |
| 24 | Klątwa Turkućkamona                  | Pebbles, Dino i Bamm-Bamm | The Curse of Tutrockamen                |
|    |                                      |                           |                                         |
| 25 | Alfik sierotka                       | Dino i Jaskiniowa Mysz    | L’il Orphan Alphie                      |
| 25 | Partyjka bilardu                     | Dino i Jaskiniowa Mysz    | A Fool For Pool                         |
| 25 | Dieta Ciut-Ciut                      | Flintstonowie             | The Rockdale Diet                       |
|    |                                      |                           |                                         |
| 26 | Rabuś na wrotkach                    | Gliniarze ze Skaliska     | The Roller Robber                       |
| 26 | Sopelman                             | Kapitan Grotman           | Iceman                                  |
|    |                                      |                           |                                         |
| 27 | Letnie wakacje                       | Frankenstonowie           | Sand Doom                               |
| 27 | Podwójne kłopoty z długim Johnem     | Pebbles, Dino i Bamm-Bamm | Double Trouble with Long John Silverock |
|    |                                      |                           |                                         |
| 28 | Ryk podstępnego potwora              | Pebbles, Dino i Bamm-Bamm | The Hideous Hiss of the Lizard Monster  |
| 28 | Potwór wynalazczości                 | Frankenstonowie           | The Monster Of Invention                |
|    |                                      |                           |                                         |
| 29 | Dubler                               | Flintstonowie             | The Stand-In                            |
| 29 | Słodki kotek                         | Gliniarze ze Skaliska     | Pretty Kitty                            |
|    |                                      |                           |                                         |
| 30 | Skalisko 500                         | Dino i Jaskiniowa Mysz    | The Bedrock 500                         |
| 30 | Niesamowity stwór                    | Kapitan Grotman           | The Incredible Hunk                     |
| 30 | (Abra-Ca-Dino)                       | Dino i Jaskiniowa Mysz    | Abra-Ca-Dino                            |
|    |                                      |                           |                                         |
| 31 | Wycieczka w góry                     | Flintstonowie             | Go Take A Hike                          |
| 31 | Upiorny las                          | Pebbles, Dino i Bamm-Bamm | The Legend of Haunted Forest            |
|    |                                      |                           |                                         |
| 32 | Rock and Roll i Frankenston          | Frankenstonowie           | Rock And Rolling Frankenstone           |
| 32 | Wszystko dla naszego księcia         | Gliniarze ze Skaliska     | Put Up Your Duke                        |
|    |                                      |                           |                                         |
| 33 | Pif-Paf, czyli postrzelony psozaur   | Dino i Jaskiniowa Mysz    | Pow-Pow The Dyno-Mite                   |
| 33 | Geniuś                               | Kapitan Grotman           | Braino                                  |
| 33 | Kto jest kim?                        | Dino i Jaskiniowa Mysz    | Who Is What?                            |
|    |                                      |                           |                                         |
| 34 | Niezupełnie wymarzony rejs           | Rodzina Flintstonów       | The Not-Such-A-Pleasure Cruise          |
| 34 | Dino i zombie                        | Pebbles, Dino i Bamm-Bamm | Dino and the Zombies                    |
| 34 | Bezsenność z myszką                  | Dino i Jaskiniowa Mysz    | Sleepy Time Mouse                       |
|    |                                      |                           |                                         |
| 35 | Tajniak Cmok                         | Gliniarze ze Skaliska     | Undercover Shmoo                        |
| 35 | Utrapienia z pupilkami               | Frankenstonowie           | Pet Peeves                              |
|    |                                      |                           |                                         |
| 36 | Różobródka                           | Kapitan Grotman           | Pinkbeard                               |
| 36 | Super-dudki                          | Dino i Jaskiniowa Mysz    | Super-Dupes                             |
|    |                                      |                           |                                         |
| 37 | Ale kuchnia                          | Flintstonowie             | In A Stew                               |
| 37 | Potwór ze Skalnej Laguny             | Pebbles, Dino i Bamm-Bamm | Creature From The Rock Lagoon           |
| 37 | Golfowe szaleństwo                   | Dino i Jaskiniowa Mysz    | Goofed-Up Golf                          |
|    |                                      |                           |                                         |
| 38 | Ładny bal                            | Gliniarze ze Skaliska     | On the Ball                             |
| 38 | Niemiłosierny służbista              | Frankenstonowie           | The Charity Bizarre                     |
|    |                                      |                           |                                         |
| 39 | Powietrzny bandzioch                 | Kapitan Grotman           | The Blimp                               |
| 39 | Inwazja porywaczy sera               | Dino i Jaskiniowa Mysz    | Invasion of the Cheese Snatchers        |
|    |                                      |                           |                                         |
| 40 | Fred i kryzys energetyczny           | Flintstonowie             | Fred vs. The Energy Crisis              |
| 40 | Noc strachów                         | Pebbles, Dino i Bamm-Bamm | A Night Of Fright                       |
| 40 | Niewidzialna mysz                    | Dino i Jaskiniowa Mysz    | The Invisible Mouse                     |
|    |                                      |                           |                                         |
| 41 | Awantura w sklepie                   | Gliniarze ze Skaliska     | Shop Treatment                          |
| 41 | Rozkręcanie interesu                 | Frankenstonowie           | Getting The Business                    |
|    |                                      |                           |                                         |
| 42 | Futuro                               | Kapitan Grotman           | Futuro                                  |
| 42 | Wybuchowa mysz                       | Dino i Jaskiniowa Mysz    | Handle With Scare                       |
|    |                                      |                           |                                         |
| 43 | Latający Flintstonowie               | Flintstonowie             | Fred’s Big Top Flop                     |
| 43 | Piaskowy Diabeł ze Skalnej Szczeliny | Pebbles, Dino i Bamm-Bamm | The Dust Devil Of Palm Rock Springs     |
| 43 | Wampirrr                             | Dino i Jaskiniowa Mysz    | Bat’s All                               |
|    |                                      |                           |                                         |
| 44 | W Skalnym Klubie                     | Gliniarze ze Skaliska     | Country Clubbed                         |
| 44 | Konkurs piękności                    | Frankenstonowie           | Ugly Is Only Skin Deep                  |
|    |                                      |                           |                                         |
| 45 | Pan Ogrom                            | Kapitan Grotman           | Mr. Big                                 |
| 45 | Najsilniejsza mysz świata            | Dino i Jaskiniowa Mysz    | The World’s Strongest Mouse             |
|    |                                      |                           |                                         |
| 46 | Wielki powietrzny wyścig             | Flintstonowie             | The Great Bedrock Air Race              |
| 46 | Dino i wielkie pająki                | Pebbles, Dino i Bamm-Bamm | Dino and the Giant Spiders              |
| 46 | Kolacja dla dwojga                   | Dino i Jaskiniowa Mysz    | Dinner For Two                          |
|    |                                      |                           |                                         |
| 47 | Barney i bandyci                     | Gliniarze ze Skaliska     | Barney And The Bandit                   |
| 47 | Trzy dni mastodonta                  | Frankenstonowie           | Three Days Of The Mastodon              |
|    |                                      |                           |                                         |
| 48 | Burza i Pogodynka                    | Kapitan Grotman           | Stormfront and Weathergirl              |
| 48 | Fant albo żart                       | Dino i Jaskiniowa Mysz    | Trick Or Treat                          |
|    |                                      |                           |                                         |
| 49 | Kuracja Freda                        | Flintstonowie             | Fred’s Last Resort                      |
| 49 | Straszliwy aligatozaurus             | Pebbles, Dino i Bamm-Bamm | The Ghastly Gatorsaurus                 |
| 49 | Nie ma jak w domu                    | Dino i Jaskiniowa Mysz    | S’No Place Like Home                    |
|    |                                      |                           |                                         |
| 50 | Na plaży                             | Gliniarze ze Skaliska     | Shore Thing                             |
| 50 | Rodzinny turniej                     | Frankenstonowie           | First Family Fiasco                     |
|    |                                      |                           |                                         |
| 51 | Krypto                               | Kapitan Grotman           | Crypto                                  |
| 51 | Odchudzanie                          | Dino i Jaskiniowa Mysz    | Do Or Diet                              |
|    |                                      |                           |                                         |
| 52 | Przyjaciel w potrzebie               | Flintstonowie             | Fred’s Friend In Need                   |
| 52 | Duch neandertalskiego olbrzyma       | Pebbles, Dino i Bamm-Bamm | The Ghost of the Neanderthal Giant      |
| 52 | Sokół maltański                      | Dino i Jaskiniowa Mysz    | Maltcheese Falcon                       |
|    |                                      |                           |                                         |
| 53 | Marni aktorzy                        | Gliniarze ze Skaliska     | Rotten Actors                           |
| 53 | Sąsiedzkie porachunki                | Frankenstonowie           | House Wars                              |
|    |                                      |                           |                                         |
| 54 | Presto                               | Kapitan Grotman           | Presto                                  |
| 54 | Mysz na sprzedaż                     | Dino i Jaskiniowa Mysz    | Mouse For Sale                          |
|    |                                      |                           |                                         |